# 殺手機器人的真相
《殺手機器人的真相》(英語：The Truth About Killer Robots)是2018 年由第三方電影公司製作的紀錄片。它描述了迄今為止被忽視的與導致人類死亡的機器人相關的問題。